# Laboratorieprov

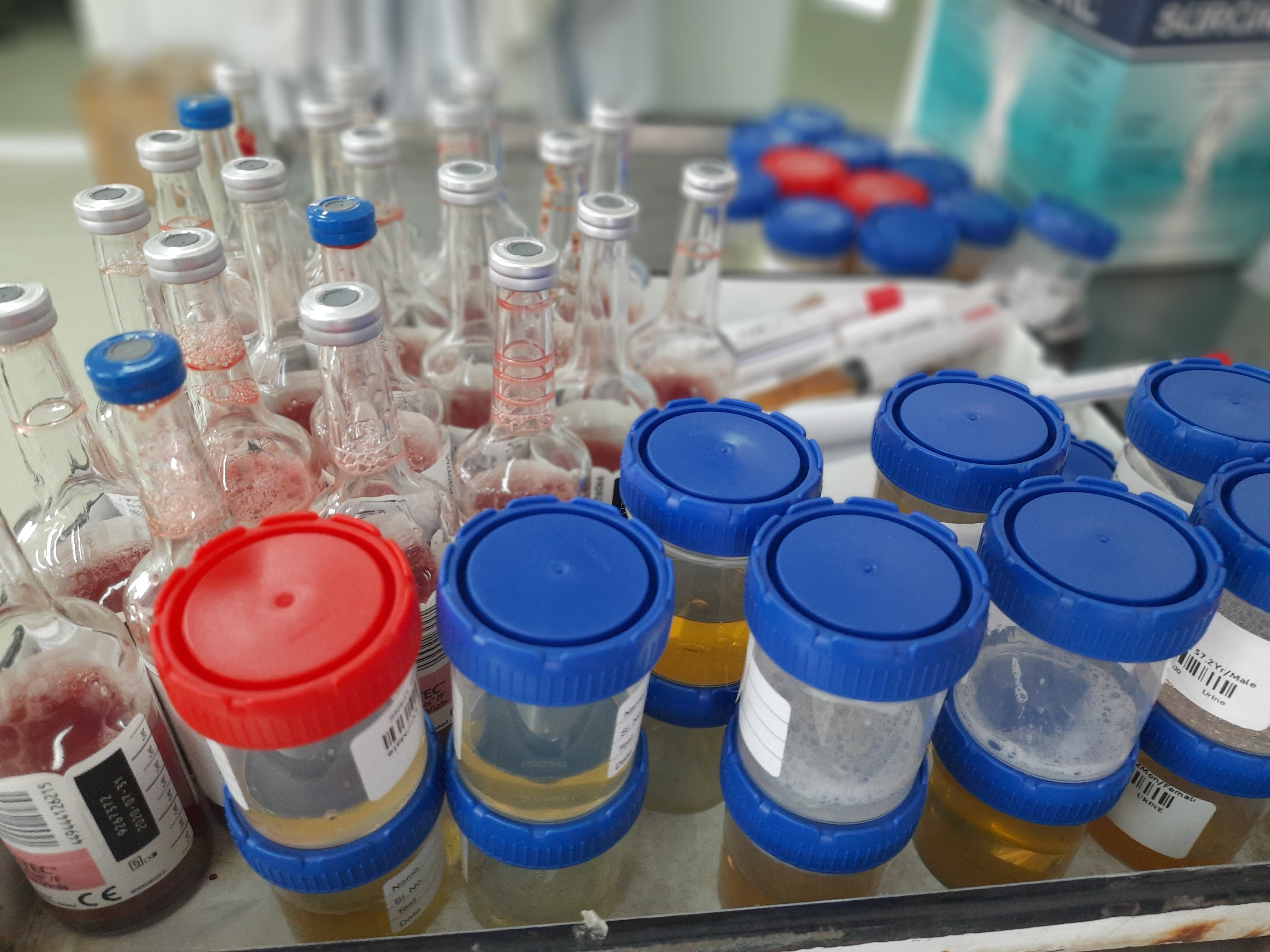
Olika mikrobiologiska laboratorieprover.

Ett laboratorieprov är organiskt material som tas från en organism i laboratorieanalyssyfte. Inom sjukvården handlar det exempelvis om prov från en patients vävnad, kroppsvätska, avföring eller annat biomaterial, som tas för att ställa diagnos genom biomedicinsk analys. Dessa prover är ofta den mest tillförlitliga metoden för diagnostik, beroende på åkomma. Liknande prover tas även av rättspatologer vid brottsfall. 